# Numero di Biot
Il numero di Biot (Bi) è un gruppo adimensionale usato nell'ambito della fluidodinamica.
È stato introdotto dal fisico e matematico francese Jean-Baptiste Biot (1774 - 1862).

## Definizione matematica
Il numero di Biot è definito come:
{\displaystyle Bi={\frac {hL}{\lambda }}}
dove:
- h è il coefficiente di scambio termico con l'esterno (W/m²K);
- L è la lunghezza caratteristica, scelta solitamente pari al diametro equivalente del solido (m);
- {\displaystyle \lambda } la conducibilità termica del solido (W/mK).

## Applicazioni
Molti problemi termocinetici possono essere risolti semplicemente se si ipotizza che la differenza di temperatura interna del corpo sia trascurabile rispetto a quella tra il corpo e l'esterno. Questa ipotesi, che si traduce dal punto di vista numerico in un {\displaystyle Bi<0{,}1}, permette di approssimare la distribuzione di temperatura nel solido come uniforme. Tale condizione prende il nome di ipotesi di parametri concentrati.

## Interpretazione fisica
Il numero di Biot rappresenta il rapporto tra lo scambio termico del solido con l'esterno e  la conduzione termica interna al corpo.